# IC 5292
IC 5292 — галактика типу S? (спіральна галактика) у сузір'ї Пегас.
Цей об'єкт міститься в оригінальній редакції індексного каталогу.